# جيمس دون أوكونيل
جيمس دون أوكونيل (بالإنجليزية: James Dunne O'Connell)‏ هو عسكري أمريكي، ولد في 25 سبتمبر 1899 في شيكاغو في الولايات المتحدة، وتوفي في 28 يوليو 1984 في واشنطن العاصمة في الولايات المتحدة.